# 蜻蛉型練習機
蜻蛉型練習機（とんぼがたれんしゅうき）は、三菱内燃機が大日本帝国陸軍向けに試作した練習機。三菱の社内符号は「2MS1」。

## 概要
蜻蛉型は三菱が自主的に開発を行ったもので、当時陸軍が運用していた己式一型練習機（アンリオ HD.14のライセンス生産機）を基本としつつ、エンジンをル・ローン社製のものからアームストロング・シドレー モングースに変更し、機体も新規に設計された。機体は単発の複葉機で、胴体・翼ともに木製骨組みに羽布張り。降着装置は固定脚だが、双フロートに換装して水上機とすることも可能だった。
1927年（昭和2年）6月に試作機1機が完成し、三菱の名古屋製作所飛行場で初飛行した。性能は良好だったものの陸軍は蜻蛉型を不採用としたため、試作機は三菱の社用機となり、練習機としてのみならず研究や連絡目的でも使用された。

## 諸元
- 全長：7.30 m
- 全幅：9.20 m
- 全高：3.08 m
- 主翼面積：31.3 m2
- 自重：590 kg
- 全備重量：850 kg
- エンジン：アームストロング・シドレー モングース  空冷星型5気筒（最大144 hp） × 1
- 最大速度：148 km/h
- 実用上昇限度：5,000 m
- 航続時間：3時間
- 乗員：2名